# 绍洛保
绍洛保，是匈牙利佐洛州所辖的一个村，总面积4.52平方公里，总人口202，人口密度44.7人/平方公里（2010年1月1日）。